# جائزة فرنسا الكبرى للدراجات النارية 1983
جائزة فرنسا الكبرى للدراجات النارية 1983 هو سباق دراجات نارية أقيم بتاريخ 3 أبريل 1983 في حلبة دي لا سارث، لو مان. كان الجولة الثانية من أصل 12 في سباق الجائزة الكبرى للدراجات النارية موسم 1983. فاز الأمريكي فريدي سبنسر بفئة 500 سي سي بينما جاء الإيطالي ماركو لوكتشينيلي في المركز الثاني وحصل على المركز الثالث البريطاني رون هاسلام.

## وصلات خارجية
- الموقع الرسمي